# Peter Elliott
Peter John Henry Elliott (Rotherham, 9 oktober 1962) is een voormalige Britse middenlangeafstandsloper, die tussen 1983 en 1991 verschillende medailles won op de Gemenebestspelen, Europese kampioenschappen, wereldkampioenschappen en de Olympische Spelen. Aan het begin van zijn sportcarrière legde hij zich toe op de 800 m en later op de 1500 m. Hij heeft het Europees record in handen op de zelden gelopen 4 x 800 m estafette.

## Biografie
Ondanks een fulltime baan wist Elliott zichzelf tot atleet van wereldklasse te ontwikkelen. Hij begon zijn atletiekcarrière bij Young Athletes League, zijn lokale club.
Op 30 augustus 1982 verbeterde Peter Elliott in Londen met zijn teamgenoten Garry Cook, Steve Cram en Sebastian Coe het Europees record op de 4 x 800 m estafette tot 7.03,89. Op de wereldkampioenschappen van 1983 in Helsinki kwalificeerde hij zich voor de finale van de 800 m, waarin hij vierde werd in 1.44,87. In 1986 won hij een bronzen medaille op de 800 m bij de Gemenebestspelen en finishte hiermee achter Steve Cram (goud) en Tom McKean. In het jaar erop won hij op dit nummer een zilveren medaille op de WK in Rome. Met een tijd van 1.43,41 eindigde hij achter de Keniaan Billy Konchellah en voor de Braziliaan José Luiz Barbosa (brons; 1.43,76).
Op de Olympische Spelen van 1988 in Seoel vertegenwoordigde Elliott Groot-Brittannië op zowel de 800 m als de 1500 m. Op de 800 m werd hij vierde in 1.44,12 en finishte hiermee net naast het podium. Op de 1500 m verging het hem beter en won hij een zilveren medaille. Met een tijd van 3.36,15 eindigde hij achter de Keniaan Peter Rono (goud; 3.35,96) en voor de Oost-Duitser Jens-Peter Herold (brons; 3.36,21).
In 1990 won Elliott een gouden medaille bij de Gemenebestspelen in Auckland op de 1500 m. Later dat jaar liep hij een uitstekende 1.42,97 in Sevilla op de 800 m en voerde hiermee de wereldranglijst aan. Dit maakte hem tot de grote favoriet op de Europese kampioenschappen in Split. Door blessures werd hij op de 1500 m uitgeschakeld in de halve finale. Nadat het Britse team tegen zijn wil een protest indiende, werd hij uiteindelijk vierde in de finale. Een jaar later revancheerde hij zich door de Europees kampioen op de 1500 m Jens-Peter Herold te verslaan bij de Europacup wedstrijden in Frankfurt. Hij won ook de Fifth Avenue mile in 1987, 1989 en 1990, waarbij de laatste in 3.47,83 werd gelopen.
Nadat hij een punt zette achter zijn sportcarrière, werd Peter Elliott trainer en wedstrijdorganisator. Hij kwam in dienst bij Nova International, waar hij Director of Running werd. In 2004 werd hij Athlete Services Manager voor Yorkshire bij het English Institute of Sport in Sheffield.

## Titels
- Brits kampioen 800 m - 1982, 1983, 1987
- Brits kampioen 1500 m - 1984, 1988

## Persoonlijke records
Outdoor
| Onderdeel   | Prestatie | Datum             | Plaats    |
| ----------- | --------- | ----------------- | --------- |
| 800 m       | 1.42,97   | 30 mei 1990       | Sevilla   |
| 1500 m      | 3.32,69   | 16 september 1990 | Sheffield |
| 1 Eng. mijl | 3.49,20   | 2 juli 1988       | Oslo      |

Indoor
| Onderdeel   | Prestatie | Datum           | Plaats          |
| ----------- | --------- | --------------- | --------------- |
| 1 Eng. mijl | 3.52,02   | 9 februari 1990 | East Rutherford |

## Palmares

### 800 m
- 1982:  Britse (AAA-)kamp. - 1.45,61
- 1983:  EK indoor - 1.47,58
- 1983:  Britse (AAA-)kamp. - 1.45,64 ( in uitslag)
- 1983: 4e WK - 1.44,87
- 1984:  Britse Olympische selectiewedstrijden - 1.45,72
- 1986:  Britse (AAA-)kamp. - 1.46,67
- 1986:  Gemenebestspelen - 1.45,42
- 1986:  Grand Prix Finale - 1.46,91
- 1987:  Britse (AAA-)kamp. - 1.48,71
- 1987:  WK - 1.43,41
- 1988: 4e OS - 1.44,12

### 1500 m
- 1984:  Britse (AAA-)kamp. - 3.39,66
- 1988:  Britse (AAA-)kamp. - 3.44,48
- 1988:  OS - 3.36,15
- 1990:  Gemenebestspelen - 3.33,39
- 1990: 4e EK - 3.39,07
- 1991:  Europacup - 3.43,39

### 1 Eng. mijl
- 1984:  Emsley Carr Mile - 3.55,77
- 1987:  Fifth Avenue mile
- 1989:  Fifth Avenue mile
- 1990:  Grand Prix Finale - 3.53,85
- 1990:  Emsley Carr Mile - 3.55,51
- 1990:  Fifth Avenue mile - 3.47,83
- 1991:  Emsley Carr Mile - 3.52,10

### veldlopen
- 1980: 57e WK (lange afstand) - 23.54